# Xenodermatidae
Xenodermatidae är en familj av ormar med 6 släkten. Tillhörande arter förekommer i södra och östra Asien från nordöstra Indien (Assam) över Kina till Japan och söderut till Sumatra, Borneo och Java. Taxonet listades tidigare som underfamilj till snokar (Colubridae).
Dessa ormar har 20 eller fler små tänder i överkäken. De blir vanligen upp till 55 cm långa och några arter når en längd av 80 cm. Individerna vistas i fuktiga skogar eller i liknande habitat på marken eller i den lägre växtligheten. Antagligen består födan huvudsakligen av mindre ryggradsdjur som grodor. De arter som är bättre kända lägger cirka 4 ägg per tillfälle.
Släkten enligt Vitt & Caldwell (2013):
- Achalinus, 9 arter
- Fimbrios, 2 arter
- Parafimbrios, 1 art
- Stoliczkia, 2 arter
- Xenodermus, 1 art
- Xylophis, 3 arter

The Reptile Database listar släktet Xylophis i en annan familj och använder istället namnet Xenodermidae för denna familj.